# Claire Genoux
Claire Genoux, née le 8 septembre 1971 à Lausanne, est une écrivaine, poète et enseignante vaudoise.

## Biographie
Claire Genoux obtient une licence en lettres à l'Université de Lausanne, puis se consacre à l'enseignement du français aux adultes et collabore à différentes revues, en Suisse comme à l'étranger.
En 1997, elle publie son premier recueil de poèmes, Soleil ovale, suivi de Saisons du corps qui reçoit le prix de poésie C.F. Ramuz 1999. Deux nouveaux volumes de poèmes paraissent en 2004 (L'Heure apprivoisée) et 2011 (Faire feu), toujours chez le même éditeur, qui présente en 2010, dans sa collection de poche (Campoche) l'intégrale de sa Poésie 1997-2004.
Avec Poitrine d'écorce, Claire Genoux offre à ses lecteurs sa première œuvre en prose, suivi en 2006 par les nouvelles Ses pieds nus. Il s'agit de six nouvelles tour à tour réalistes, désenchantées ou merveilleuses, où la force de la nature se fait l'écho de questions existentielles, dans la lignée d'une Corinna Bille ou de Catherine Colomb.
En 2018, elle publie Lynx aux éditions José Corti. Avec ce roman rude et poétique, elle trouve un équilibre très abouti entre son inspiration poétique et son exigence romanesque.
Claire Genoux est chargée de cours à l'Institut littéraire suisse à Bienne.

## Œuvre
- Soleil ovale, Chavannes-près-Renens, Suisse, Éditions Empreintes, 1997, 58 p.
- Saisons du corps, Chavannes-près-Renens, Suisse, Éditions Empreintes, 2000, 54 p.  (ISBN 978-2-940133-42-0)
- Poitrine d’écorce, nouvelles, Orbe, Suisse, Bernard Campiche Éditeur, 2000, 104 p.  (ISBN 2-88241-101-4)
- L’Heure apprivoisée, poèmes, Orbe, Suisse, Bernard Campiche Éditeur, 2004, 80 p.  (ISBN 2-88241-137-5)
- Faire feu, poèmes, Orbe, Suisse, Bernard Campiche Éditeur, 2008, 136 p.  (ISBN 978-2-88241-285-0)
- Ses pieds nus, nouvelles, Orbe, Suisse, Bernard Campiche Éditeur, 2006, 209 p.  (ISBN 2-88241-176-6)
- La Barrière des peaux, roman, Orbe, Suisse, Bernard Campiche Éditeur, 2014, 192 p.  (ISBN 978-2-88241-390-1)
- Lynx, roman, José Corti, 2018.
- Giulia, récit, BSN Press, 2019. – Prix Rambert 2022
- Les seules, poèmes, Éditions Unes, 2021.